# Mieczysław Chrostek
Mieczysław Chrostek (ur. 1 stycznia 1912 w Krakowie, zm. 26 listopada 1992 tamże) – polski bokser, reprezentant Polski.

## Kariera
Szermierki na pięści uczył się w rodzinnym mieście w klubie Wawel Kraków, następnie reprezentował barwy klubu Czarni Lwów, a po zakończeniu wojny u schyłku swojej kariery walczył w Wiśle Kraków. Najdłużej reprezentował w swojej karierze barwy klubu Wawel Kraków. 
Startując w mistrzostwach Polski, dwukrotnie wywalczył tytuł mistrza kraju, w 1936 i w 1937 w wadze piórkowej. Cztery razy zdobył wicemistrzostwo Polski, w 1932 w kategorii koguciej, w 1934 w wadze lekkiej, w 1938 w kategorii piórkowej i 1939 roku, ponownie w wadze lekkiej. Brązowy medal w mistrzostwach Polski wywalczył w 1933 roku, w wadze piórkowej. Wystąpił jeden raz w reprezentacji Polski w 1934 roku, doznając porażki.
Po zakończeniu kariery ostał trenerem, szkoląc m.in. pięściarzy Wisły Kraków.